# Mateusz Mak
Mateusz Mak (ur. 14 listopada 1991 roku w Suchej Beskidzkiej) – polski piłkarz, występujący na pozycji pomocnika w Zniczu Pruszków.

## Kariera klubowa
Po okresie gry w juniorskich drużynach klubów: Babia Góra Sucha Beskidzka, Wisła Kraków oraz Stadion Śląski Chorzów, Mateusz Mak wraz ze swym bratem bliźniakiem Michałem, trafił na początku 2010 roku do drugoligowego Ruchu Radzionków, z którym awansował do pierwszej ligi w sezonie 2009/2010. W trakcie sezonu 2011/2012 przeszedł do występującego w Ekstraklasie GKS-u Bełchatów, a od sezonu 2015/2016 występował w Piaście Gliwice, z którym w sezonie 2018/2019 zdobył mistrzostwo Polski. W sezonach 2019/2020 do 2022/2023 występował w Stali Mielec. 21 czerwca 2023 związał się dwuletnim kontraktem z GKS Katowice. W pierwszym sezonie występowania w nowym klubie zanotował z nim awans do Ekstraklasy.
4 lipca został zawodnikiem w Znicza Pruszków

### Statystyki
Aktualne na 15 sierpnia 2022:
| Klub               | Sezon              | Liga               | Liga  | Liga   | Puchar kraju | Puchar kraju | Europa | Europa | Inne  | Inne   | Suma  | Suma   |
| Klub               | Sezon              | Liga               | Mecze | Bramki | Mecze        | Bramki       | Mecze  | Bramki | Mecze | Bramki | Mecze | Bramki |
| ------------------ | ------------------ | ------------------ | ----- | ------ | ------------ | ------------ | ------ | ------ | ----- | ------ | ----- | ------ |
| Ruch Radzionków    | 2009/2010 w        | II liga            | 2     | 1      | 0            | 0            | –      | –      | –     | –      | 2     | 1      |
| Ruch Radzionków    | 2010/2011          | I liga             | 14    | 0      | 1            | 0            | –      | –      | –     | –      | 15    | 0      |
| Ruch Radzionków    | 2011/2012 j        | I liga             | 20    | 8      | 1            | 0            | –      | –      | –     | –      | 21    | 8      |
| Ruch Radzionków    | Ogólnie            | Ogólnie            | 36    | 9      | 2            | 0            | 0      | 0      | 0     | 0      | 38    | 9      |
| GKS Bełchatów      | 2011/2012 w        | Ekstraklasa        | 11    | 1      | 0            | 0            | –      | –      | –     | –      | 11    | 1      |
| GKS Bełchatów      | 2012/2013          | Ekstraklasa        | 16    | 2      | 1            | 0            | –      | –      | –     | –      | 17    | 2      |
| GKS Bełchatów      | 2013/2014          | I liga             | 33    | 5      | 0            | 0            | –      | –      | –     | –      | 33    | 5      |
| GKS Bełchatów      | 2014/2015          | Ekstraklasa        | 3     | 1      | 0            | 0            | –      | –      | –     | –      | 3     | 1      |
| GKS Bełchatów      | Ogólnie            | Ogólnie            | 63    | 9      | 1            | 0            | 0      | 0      | 0     | 0      | 64    | 9      |
| Piast Gliwice      | 2015/16            | Ekstraklasa        | 26    | 7      | 0            | 0            | –      | –      | –     | –      | 26    | 7      |
| Piast Gliwice      | 2016/17            | Ekstraklasa        | 1     | 0      | 0            | 0            | 2      | 0      | –     | –      | 3     | 0      |
| Piast Gliwice      | 2017/18            | Ekstraklasa        | 14    | 2      | 1            | 0            | –      | –      | –     | –      | 15    | 2      |
| Piast Gliwice      | 2018/19            | Ekstraklasa        | 20    | 1      | 1            | 0            | -      | -      | -     | -      | 21    | 1      |
| Piast Gliwice      | Ogólnie            | Ogólnie            | 61    | 10     | 2            | 0            | 2      | 0      | 0     | 0      | 65    | 10     |
| Stal Mielec        | 2019/20            | I liga             | 30    | 10     | 4            | 3            | –      | –      | –     | –      | 34    | 13     |
| Stal Mielec        | 2020/21            | Ekstraklasa        | 25    | 4      | 1            | 0            | –      | –      | –     | –      | 26    | 4      |
| Stal Mielec        | 2021/22            | Ekstraklasa        | 20    | 7      | –            | –            | –      | –      | –     | –      | 20    | 7      |
| Stal Mielec        | 2022/23            | Ekstraklasa        | 3     | 0      | 0            | 0            | –      | –      | –     | –      | 3     | 0      |
| Stal Mielec        | Ogólnie            | Ogólnie            | 78    | 21     | 5            | 3            | 0      | 0      | 0     | 0      | 83    | 24     |
| Ogólnie w karierze | Ogólnie w karierze | Ogólnie w karierze | 238   | 49     | 10           | 3            | 2      | 0      | 0     | 0      | 250   | 52     |

## Sukcesy

### Piast Gliwice
- Mistrzostwo Polski: 2018/2019

## Kariera reprezentacyjna
W reprezentacji Polski U-21 zadebiutował 10 września 2012 roku w spotkaniu z Portugalią.